# Alberto Demicheli
Pedro Alberto Demicheli Lizaso (Rocha, 7 agosto 1896 – Montevideo, 12 ottobre 1980) è stato un politico uruguaiano.
È stato de facto Presidente dell'Uruguay dal 12 giugno al 1º settembre 1976 durante la dittatura civile-militare.
| Controllo di autorità | VIAF (EN) 6539158551013616540009 · LCCN (EN) no2022037866 · GND (DE) 1206942185 · BNE (ES) XX1248688 (data) |